# Poturzyca
Poturzyca (ukr. Поториця) – wieś na Ukrainie, w rejonie szeptyckim obwodu lwowskiego. Wieś liczy około 1100 mieszkańców.
Pod koniec XIX w. część wsi nosiła nazwę Poturzycka Wólka. W II Rzeczypospolitej do 1934 samodzielna gmina jednostkowa. Następnie należała do zbiorowej wiejskiej gminy Krystynopol w powiecie sokalskim w woj. lwowskim. 
W 1944 nacjonaliści ukraińscy z OUN - UPA zamordowali tutaj 26 Polaków i 1 Ukraińca za odmowę brania udziału w zabijaniu Polaków.
Położenie wsi na prawym brzegu Bugu sprawiło, że po wojnie została ona przyłączona do Związku Sowieckiego.

## Dwór
W XIX wieku znajdowała się tu siedziba Dzieduszyckich (zniszczona w latach 1914-18) ze słynną Biblioteką Dzieduszyckich.

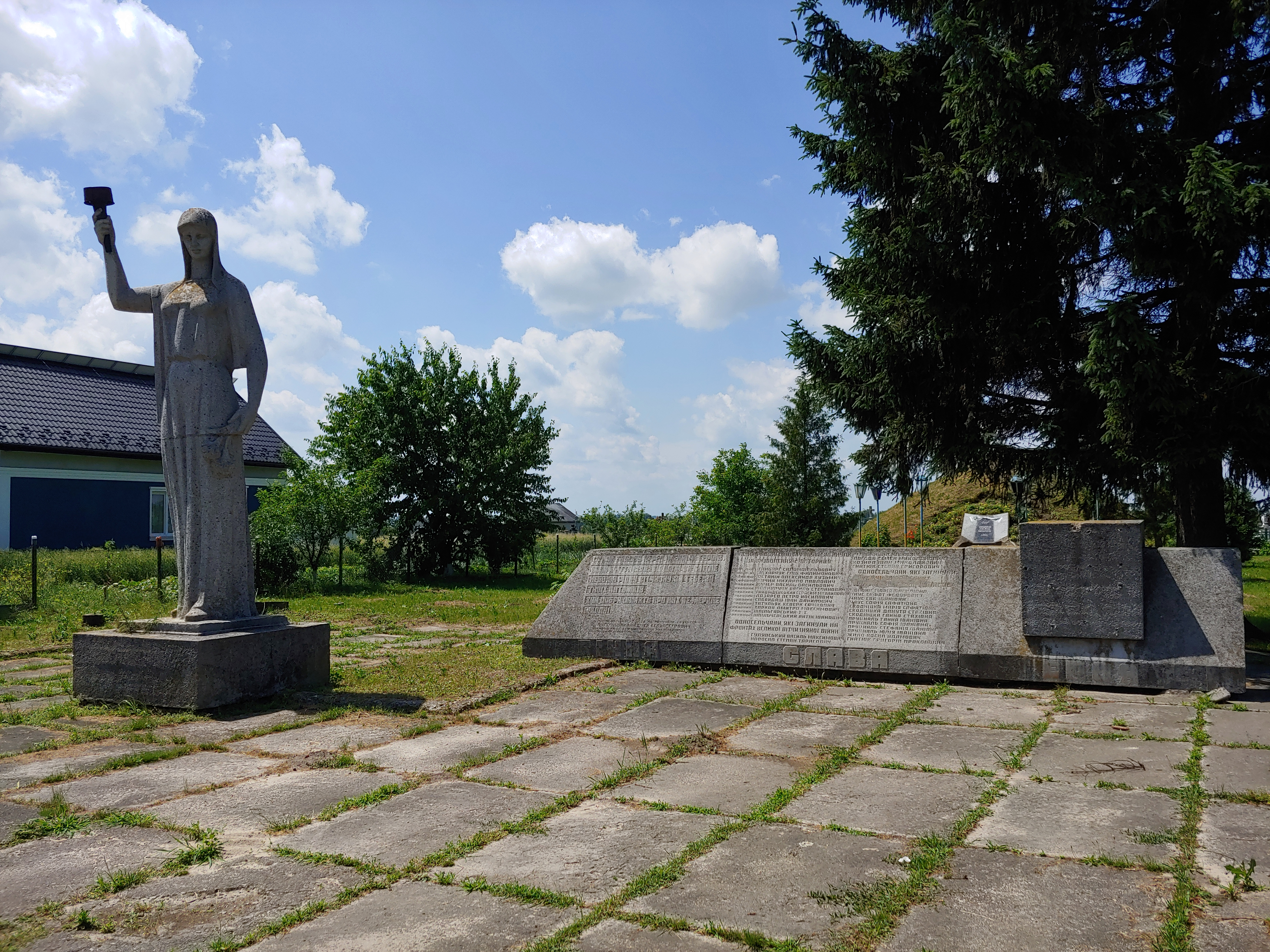
Symboliczna mogiła żołnierzy sowieckich